# Takuma Abe
Takuma Abe (阿部 拓馬 Abe Takuma?, nacido el 5 de diciembre de 1987 en Tokio) es un futbolista japonés que se desempeña como delantero en el FC Ryukyu de la J1 League.

## Trayectoria

### Clubes
| Club             | País          | Año       |
| ---------------- | ------------- | --------- |
| Tokyo Verdy      | Japón         | 2010-2012 |
| VfR Aalen        | Alemania      | 2013-2014 |
| Ventforet Kofu   | Japón         | 2014-2015 |
| FC Tokyo         | Japón         | 2016-2017 |
| FC Tokyo sub-23  | Japón         | 2016      |
| Ulsan Hyundai FC | Corea del Sur | 2017      |
| Vegalta Sendai   | Japón         | 2018-2019 |
| FC Ryukyu        | Japón         | 2020-     |

## Estadística de carrera

### J. League
| Club            | Año   | J. League | J. League | Copa J. League | Copa J. League | Total | Total |
| Club            | Año   | Part.     | Goles     | Part.          | Goles          | Part. | Goles |
| --------------- | ----- | --------- | --------- | -------------- | -------------- | ----- | ----- |
| Tokyo Verdy     | 2010  | 20        | 3         | -              | -              | 20    | 3     |
| Tokyo Verdy     | 2011  | 33        | 16        | -              | -              | 33    | 16    |
| Tokyo Verdy     | 2012  | 40        | 18        | -              | -              | 40    | 18    |
| Ventforet Kofu  | 2014  | 14        | 1         | 0              | 0              | 14    | 1     |
| Ventforet Kofu  | 2015  | 30        | 5         | 2              | 1              | 32    | 6     |
| FC Tokyo        | 2016  | 11        | 1         | 0              | 0              | 11    | 0     |
| FC Tokyo        | 2017  | 10        | 0         | 7              | 3              | 17    | 3     |
| FC Tokyo sub-23 | 2016  | 1         | 0         | -              | -              | 1     | 0     |
| Total           | Total | 159       | 44        | 9              | 4              | 168   | 48    |